# اولچنگو
اولچنگو (به ایتالیایی: Olcenengo) یک کومونه در ایتالیا است که در استان ورسلی واقع شده‌است. اولچنگو ۱۶٫۵ کیلومتر مربع مساحت و ۶۳۵ نفر جمعیت دارد.